# JUDAL
JUDAL（ジュダル）は、日本の女性漫画家。広島県尾道市出身。代表作は、『吸血遊戯』 (Vanpire game) など。

## 経歴
広島県尾道市から滋賀県栗太郡栗東町（現：栗東市）へ転居の後、プロの漫画家としてデビュー。プロデビュー後も、当面は同人誌活動も並行していたが、最近は商業誌での活動がほとんど。プロデビュー後の同人作品は、主に商業誌掲載作品の外伝的な作品を発行していた。

## 作品一覧

### 同人誌作品
- リィラの迷宮

### 商業コミック作品
- ディーバ女神降臨 (角川書店)
- ネルヴァ神獣記 (角川書店)
- 魔界三国志キマイラ (角川書店)
- カーバンクル (学研→新書館)
- 夜の瞳 (秋田書店)
- 吸血遊戯 (新書館)
- 眠り姫2099 (新書館)
- Vampire game（吸血遊戯の英語版）

### 小説イラスト
- 純情少年物語シリーズ (集英社) 著者:高遠砂夜
- マリオネット・アポカリプス 人は影のみた夢 (集英社) 著者:響野夏菜

## ウェブサイト
かつて、本人名義によって「JUDALわんだーらんど」という名で開設（当初so-net、後にYahoo!ジオシティーズへ移転）されていたが、現在は諸般の事情により閉鎖。JUDAL本人の作品紹介のほか、愛猫を紹介するコーナーもあった。